# Xysticus jinlin
Xysticus jinlin is een spinnensoort uit de familie van de krabspinnen (Thomisidae).
De wetenschappelijke naam van de soort werd in 1995 gepubliceerd door Da-Xiang Song & Ming Sheng Zhu.